# Rzjana
Rzjana (bulgariska: Ржана) är en bergskedja i Bulgarien.   Den ligger i regionen Sofijska oblast, i den västra delen av landet, 40 km nordost om huvudstaden Sofia.
Omgivningarna runt Rzjana är en mosaik av jordbruksmark och naturlig växtlighet. Runt Rzjana är det ganska tätbefolkat, med 72 invånare per kvadratkilometer.